# Friedrich Karl II. zu Hohenlohe-Waldenburg-Schillingsfürst
Friedrich Karl II. Chlodwig Constantin Adolf Fürst zu Hohenlohe-Waldenburg-Schillingsfürst (* 26. September 1846 in Kupferzell; † 6. Oktober 1924 in Waldenburg) war ein Mitglied des Hauses Hohenlohe. Er führte seit 1886 den Titel eines Fürsten und war der 7. Fürst zu Hohenlohe-Waldenburg-Schillingsfürst.

## Leben
Friedrich Karl II. war ein Sohn des Fürsten Friedrich Karl I. und dessen Gemahlin Therese, Prinzessin zu Hohenlohe-Schillingsfürst (1816–1891), Tochter des Fürsten Franz Joseph zu Hohenlohe-Schillingsfürst. Friedrich Karl II. folgte seinem früh verstorbenen Bruder Nikolaus 1886 in dessen Rechten als Standesherr nach. Als Standesherr war er im Besitz eines Mandats in der Ersten Kammer der Württembergischen Landstände, in die er 1887 eintrat. Friedrich Karl II. zu Hohenlohe-Waldenburg-Schillingsfürst war kaiserlich-königlicher Bezirkskommissär und Kämmerer. Seit 1913 fungierte er als Senior des Gesamthauses Hohenlohe.
Fürst Friedrich Karl II. Chlodwig gehörte der römisch-katholischen Kirche an und heiratete am 26. November 1889 in Fürstenau Therese (1869–1927), die Tochter des Grafen Alfred zu Erbach-Fürstenau, mit der er einen Sohn hatte: Friedrich Karl III. Fürst zu Hohenlohe-Waldenburg-Schillingsfürst (1908–1982). Dieser heiratete 1932 Mechtild Fürstin von Urach (1912–2001), die Tochter von Herzog Wilhelm II. von Urach. Aus dieser Ehe gingen zwei Söhne und drei Töchter hervor.
1889 wurde Friedrich Karl zu Hohenlohe-Waldenburg-Schillingsfürst mit dem Großkreuz des Ordens der Württembergischen Krone ausgezeichnet.